# Паризьке (зупинний пункт)
Паризьке — пасажирський залізничний зупинний пункт Харківської дирекції Південної залізниці на електрифікованій лінії Мерефа — Лозова між станціями Златопіль (9 км) та Біляївка (6 км). Розташований неподалік однойменного села Лозівського району Харківської області.

## Пасажирське сполучення
На зупинному пункту Паризьке зупиняються приміські електропоїзди напрямку Харківського та Лозівського напрямків.